# Octopus bimaculatus
Octopus bimaculatus (лат.) — вид головоногих моллюсков из отряда осьминогов. Внешне похож и живёт рядом с осьминогом Octopus bimaculoides, поэтому их нередко путают.

## Описание

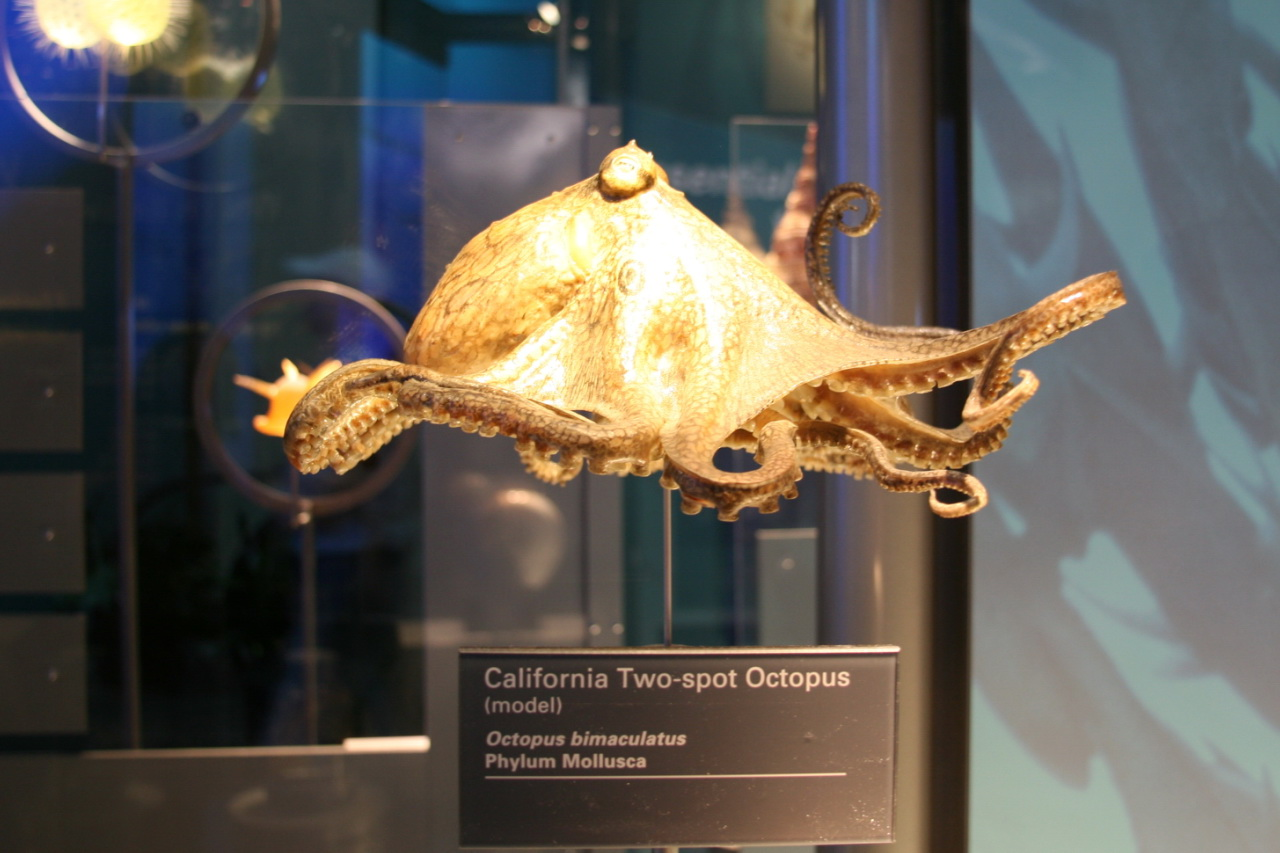
Модель Octopus bimaculatus

Распространён у побережья Южной Калифорнии. Продолжительность жизни составляет 12—18 месяцев. Несколько первых из них осьминоги проводят в качестве свободно плавающего планктона, чтобы только после этого начать жизнь на подводном грунте. Питаются ракообразными и разнообразными моллюсками: брюхоногими, включая морских блюдечек, панцирными и двустворчатыми. Спаривание обычно имеет место в мае — июне, когда температура воды повышается, но может происходить и в другие времена года. Большинство самок откладывают яйца между апрелем и августом.